# ArtE de pORtas abERtas

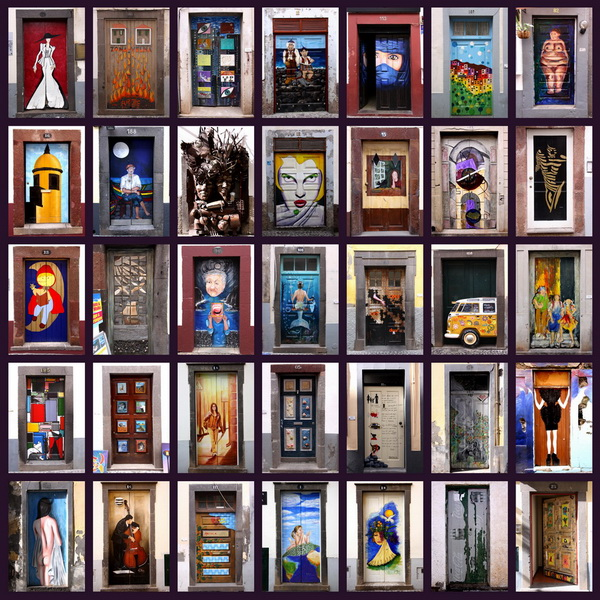
De beschilderede deuren in de oude wijk van Funchal

De artE de pORtas abERtas (kunst met open deuren) is een artistiek project op Madeira dat door enkele kunstenaars onder aanvoering van Jose Maria Montero Zyberchema werd gestart. ArtE de pORtas abERtas wordt uitgevoerd in de Rua Santa Maria in de oude wijk van Funchal, een vervallen straat met veel leegstaande huizen en opslagruimtes, en bestaat uit het beschilderen van oude deuren door de kunstenaars.
Dankzij dit project is er weer leven in de straat gekomen. Er zijn terrasjes ontstaan en een aantal restaurantjes en kunstgalerieën heeft zich in de panden gevestigd.
De gemeente Funchal raakte geïnteresseerd en stelde de verf voor de kunstwerken beschikbaar. In 2010 waren de eerste resultaten zichtbaar. Sindsdien veranderden steeds meer deuren in een schilderij. De straat is nu een toeristische trekpleister. 

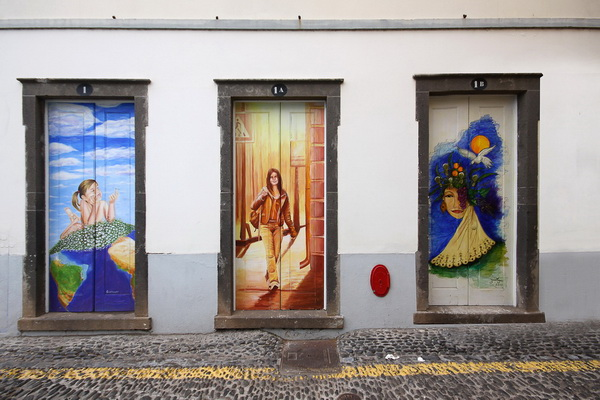
Elke deur kreeg z'n eigen kunstwerk